# Goldene Kamera 2012
Die Verleihung der Goldenen Kamera 2012 fand am 4. Februar 2012 in der Ullstein-Halle im Verlagshaus der Axel Springer AG in Berlin statt. Es war die 47. Verleihung dieser Auszeichnung.  Die Moderation übernahm zum dritten Mal in Folge Hape Kerkeling. An der Veranstaltung nahmen etwa 1000 Gäste teil. Die Verleihung wurde live zur Hauptsendezeit im ZDF übertragen. Die Leser konnten in der Kategorie Bester Comedian ihre drei Favoriten wählen. Die Jury bestand aus Anna Loos, Tanja Ziegler, Michael Kessler, Theo Koll und Kai Pflaume sowie den Mitgliedern aus der Hörzu-Redaktion Christian Hellmann (Chefredakteur), Julia Brinckman (stellvertretende Chefredakteurin) und Sabine Goertz-Ulrich (stellvertretende Ressortleiterin). Sie hatte im Vorfeld der Veranstaltung an mehreren Terminen ab dem 22. Dezember 2011 ihre Abstimmungsergebnisse für Nominierungen und einige der Preisträger bekannt gegeben.

## Musikalische Darbietungen
Helene Fischer sang Allein im Licht und gemeinsam mit Michael Bolton das Lied The Prayer. Dionne Warwick sang ihren Hit That’s What Friends Are For. Hape Kerkeling präsentierte gemeinsam mit Miss Piggy das Duett Somethin’ Stupid und Caro Emerald trug ihren Hit A Night Like This vor.

## Preisträger und Nominierungen

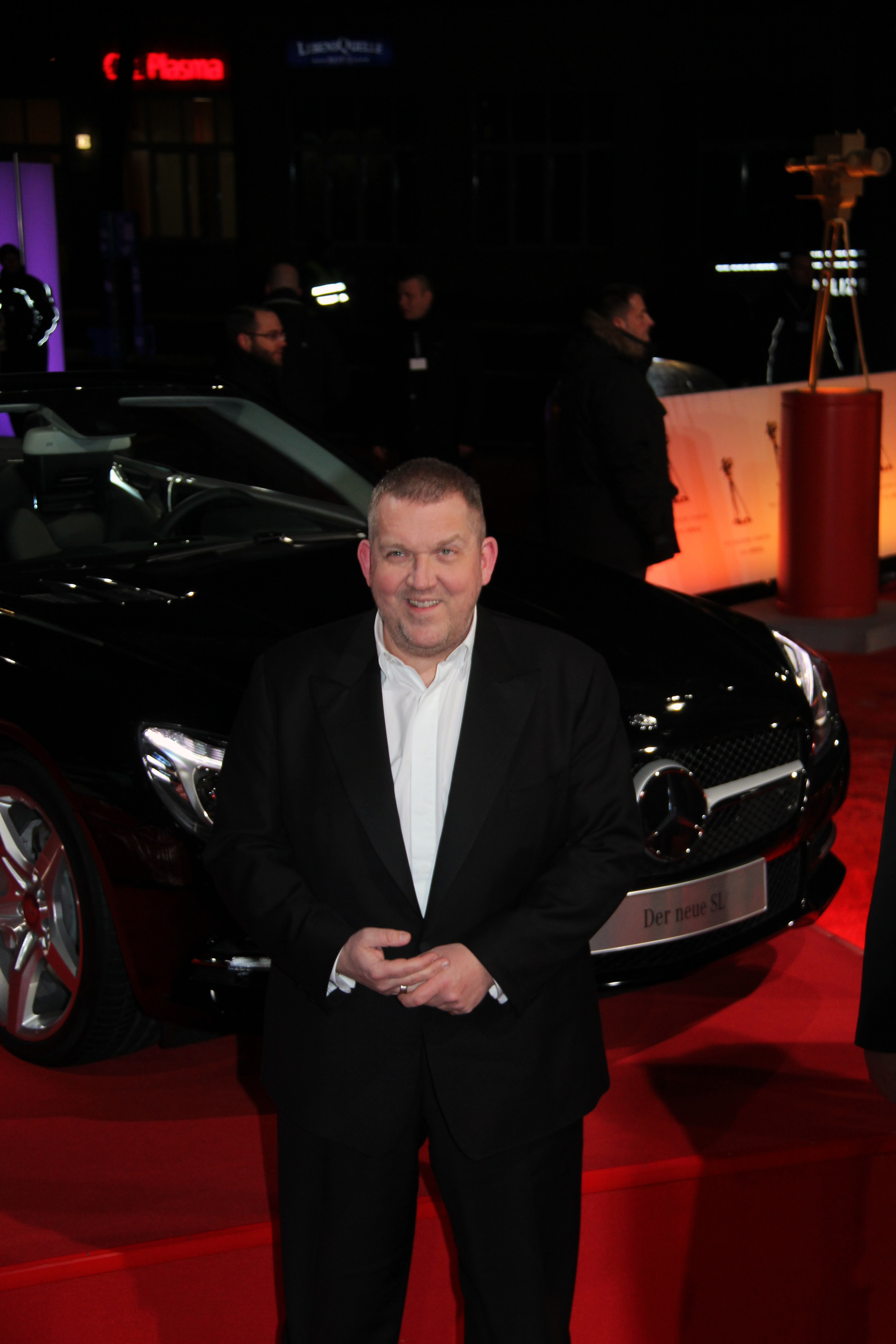
Preisträger Dietmar Bär

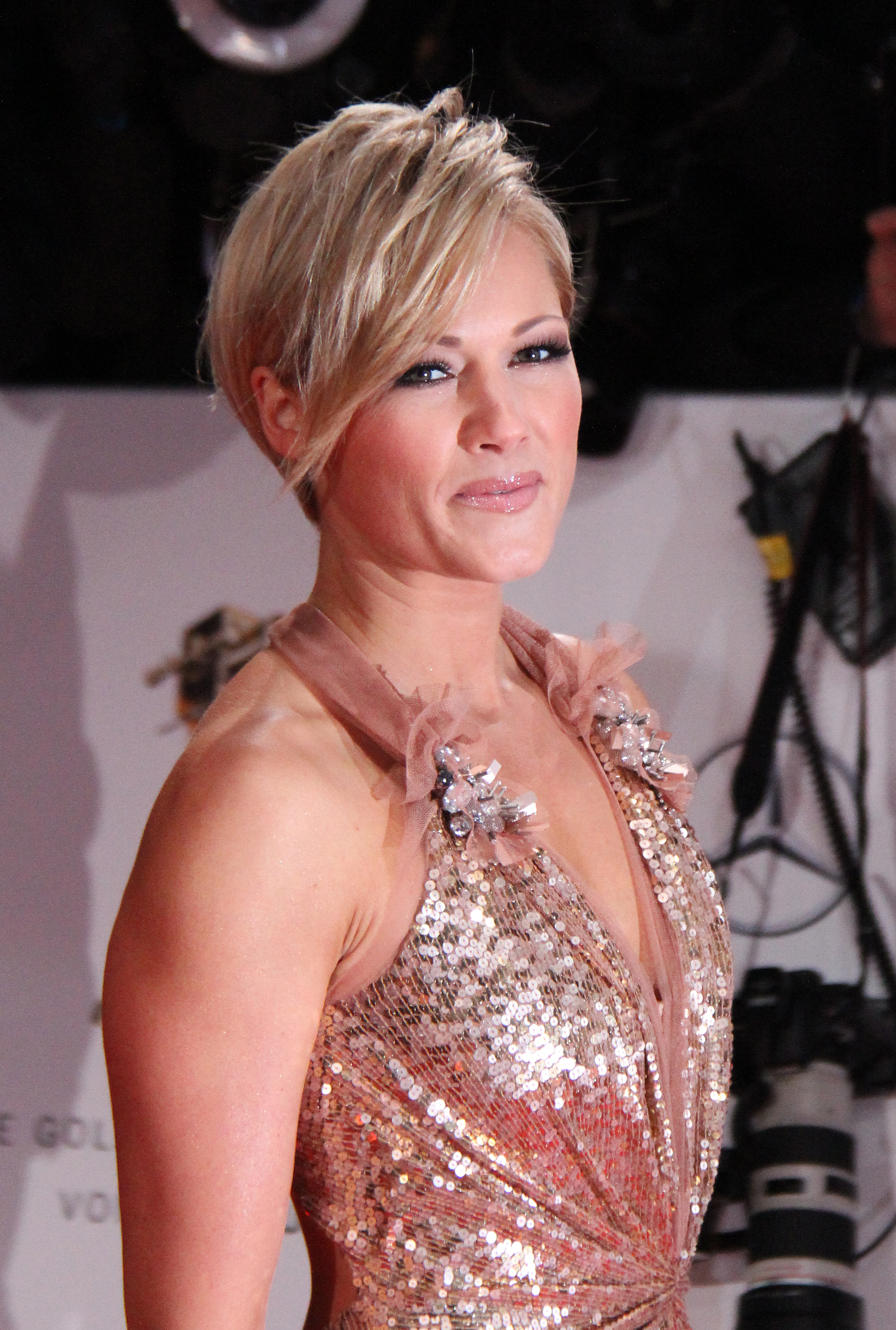
Preisträgerin Helene Fischer

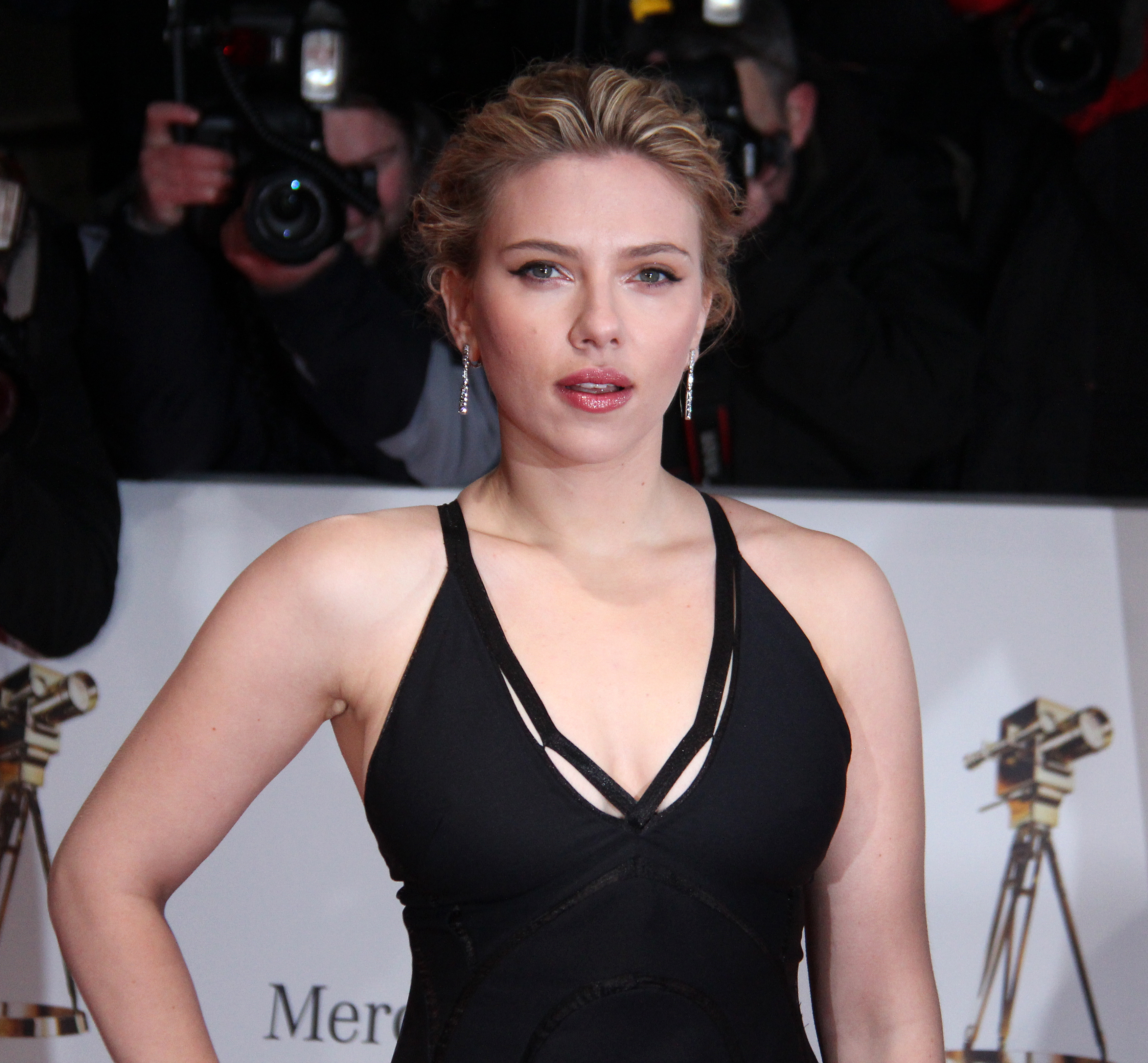
Preisträgerin Scarlett Johansson

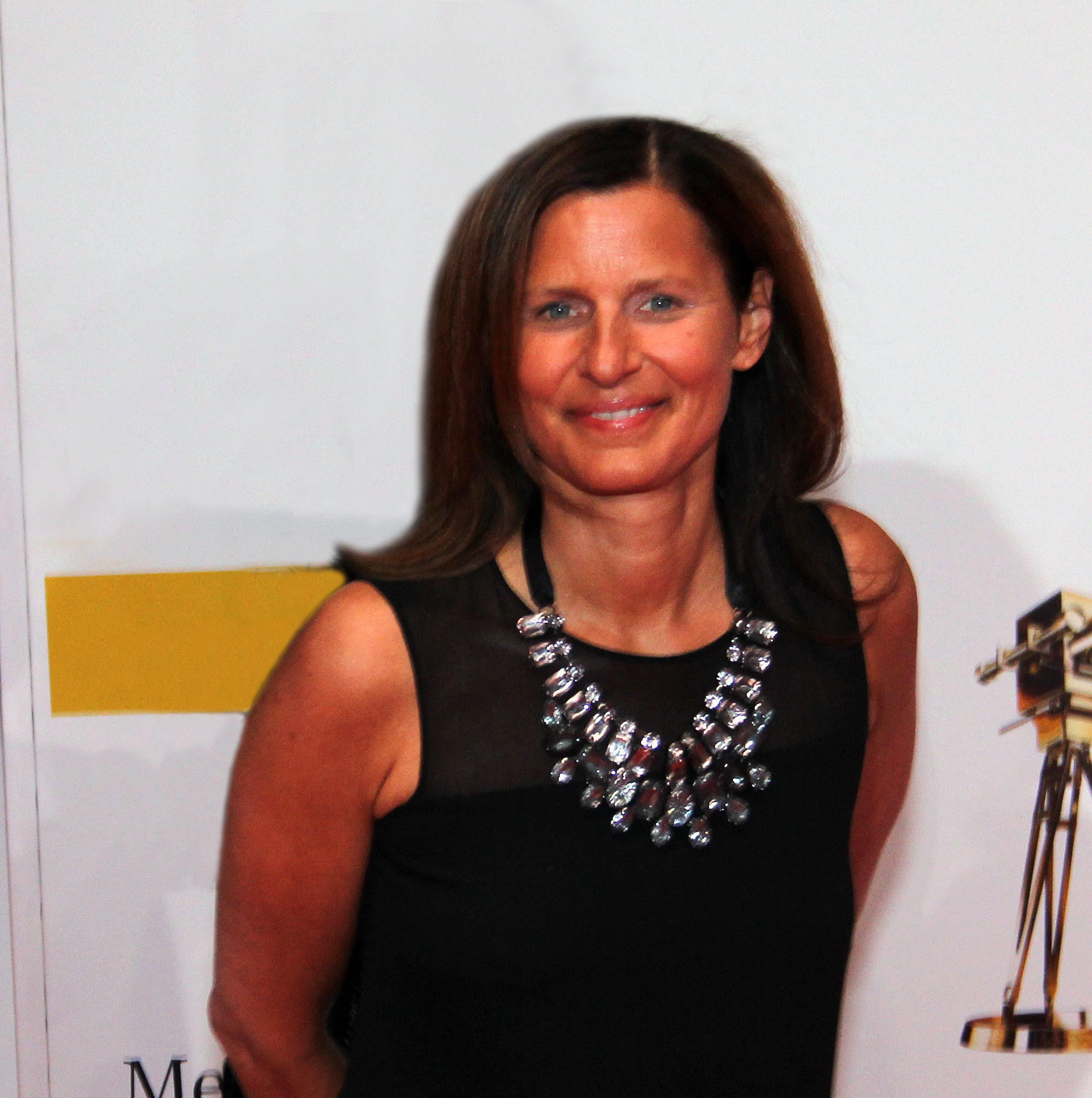
Preisträgerin Katrin Müller-Hohenstein

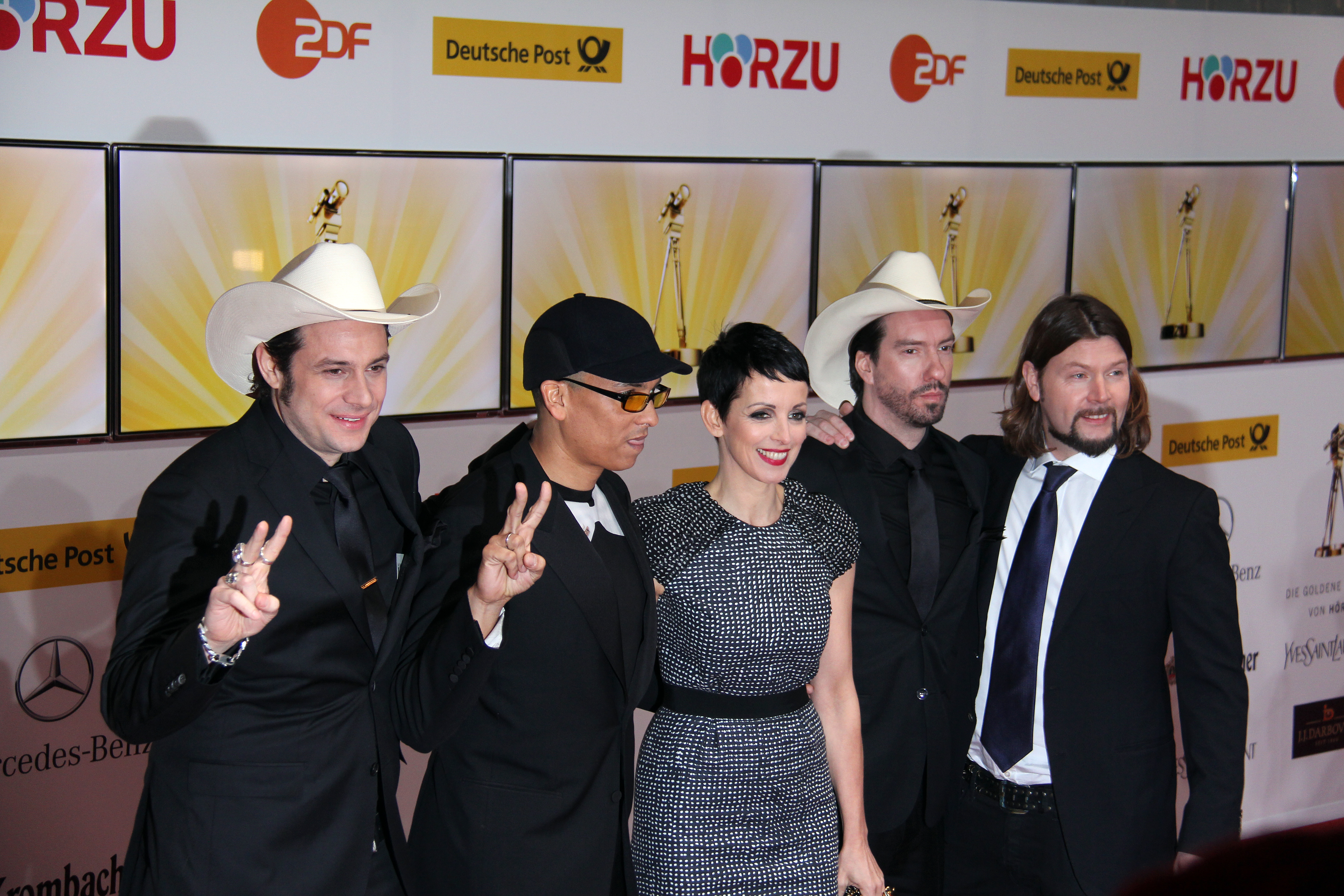
Preisträger Coach-Team von The Voice of Germany

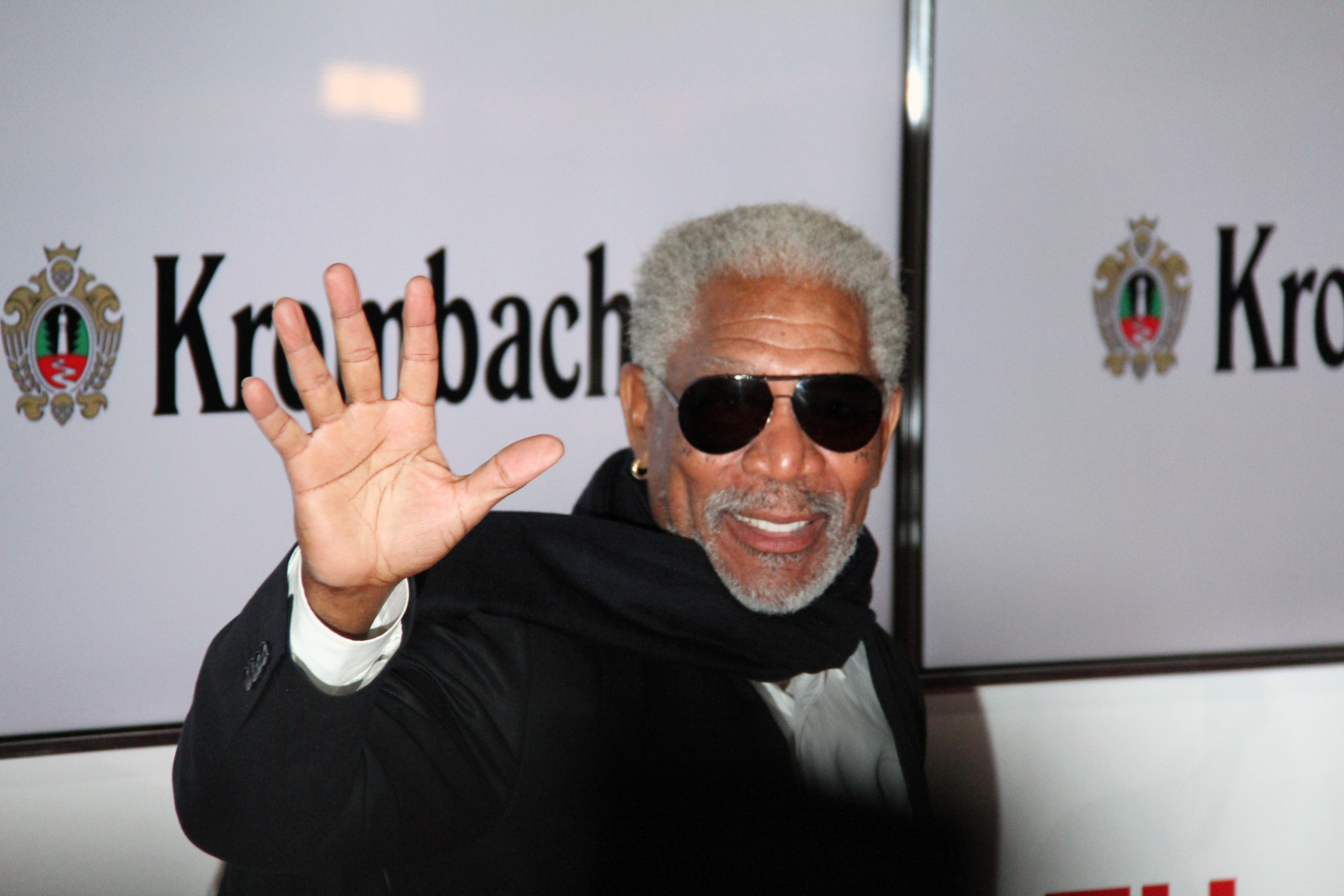
Preisträger Morgan Freeman

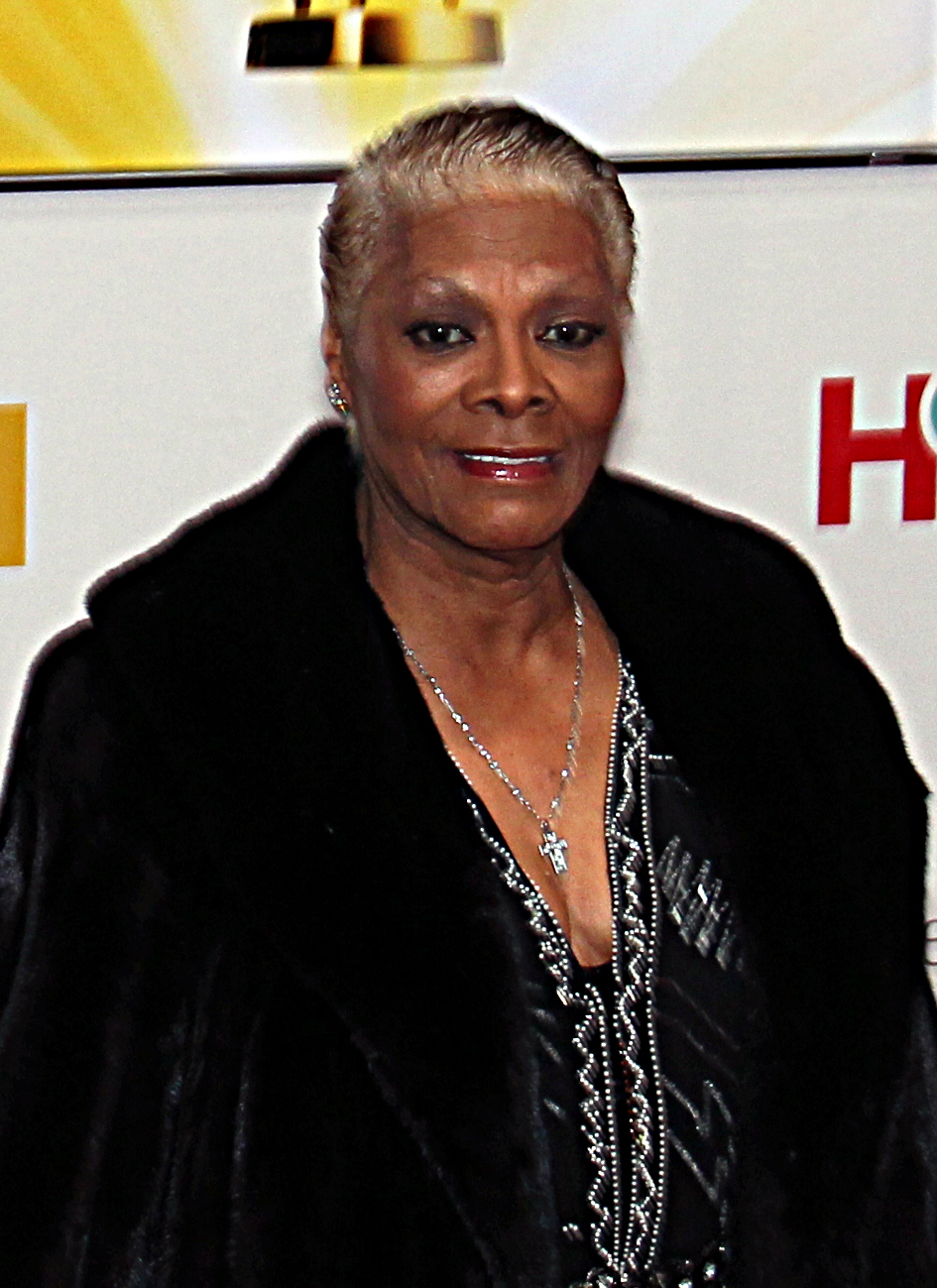
Preisträgerin Dionne Warwick

### Bester Fernsehfilm
- Liebesjahre (ZDF)

Weitere Nominierungen:
Die Hebamme – Auf Leben und Tod (ZDF)
Kehrtwende (Das Erste)
(Laudatio: Jürgen Prochnow)

### Beste deutsche Schauspielerin
- Nina Kunzendorf – Liebesjahre, Tatort

Weitere Nominierungen:
Brigitte Hobmeier – Die Hebamme – Auf Leben und Tod
Maria Simon – Es war einer von uns, Polizeiruf 110
(Laudatio: Anna Loos und Friedrich von Thun)

### Bester deutscher Schauspieler
- Dietmar Bär – Kehrtwende

Weitere Nominierungen:
Matthias Brandt – Polizeiruf 110
Devid Striesow – Ein guter Sommer, Es war einer von uns
(Laudatio: Anna Loos und Friedrich von Thun)

### Bester Nachwuchsschauspieler
- Liv Lisa Fries (Lilli Palmer & Curd Jürgens Gedächtniskamera) – Sie hat es verdient

(Laudatio: Ralf Schmitz)

### Beste Musik national
- Helene Fischer

(Laudatio: Michael Bolton)

### Beste Information (Sport)
- Katrin Müller-Hohenstein  (ZDF)

Weitere Nominierungen:
Gerhard Delling (Das Erste)
Florian König  (RTL)
(Laudatio: Matze Knop)

### Beste Unterhaltung
- The Voice of Germany (ProSieben, Sat.1)

(Laudatio: Markus Lanz)

### Lebenswerk national
- Mario Adorf

(Laudatio: Iris Berben und Hannelore Elsner)

### Leserwahl „Bester Comedian“
Die Hörzu-Leser konnten in der Kategorie Bester Comedian zunächst vom 5. November bis zum 2. Dezember, dann bis zum 6. Dezember 2011 ihre drei Favoriten wählen. Aus der Abstimmung gingen drei Nominierungen hervor.
- Hape Kerkeling (Darüber lacht die Welt, Sat.1)

Weitere Nominierungen:
Bülent Ceylan (Die Bülent Ceylan Show, RTL)
Erwin Pelzig (Neues aus der Anstalt, Pelzig hält sich, ZDF)
Zur Auswahl in der Leserwahl standen ferner die folgenden Comedians:
- Mario Barth (Willkommen bei Mario Barth, RTL)
- Mirja Boes (Ich bin Boes, RTL)
- Cindy aus Marzahn (Cindy aus Marzahn & Die jungen Wilden, RTL)
- Olli Dittrich (Dittsche, Das Erste)
- Anke Engelke (Wolfgang & Anneliese, Sat.1)
- Martina Hill (heute-show, ZDF; Switch reloaded, ProSieben)
- Bernhard Hoëcker (Genial daneben – Die Comedy Arena, Sat.1)
- Rüdiger Hoffmann
- Oliver Kalkofe (Kalkofes Mattscheibe, ProSieben; Zapping, Sky)
- Michael Kessler (Switch reloaded, ProSieben; Kesslers Expedition, einsfestival)
- Matze Knop (Waldis Club, Das Erste)
- Johann König
- Kurt Krömer (Krömer – Die internationale Show, Das Erste)
- Michael Mittermeier (Achtung Baby!)
- Dieter Nuhr (Satire Gipfel, Das Erste)
- Paul Panzer (Kaya Yanar & Paul Panzer – Stars bei der Arbeit, RTL)
- Bastian Pastewka (Wolfgang & Anneliese, Sat.1)
- Urban Priol (Neues aus der Anstalt, ZDF)
- Markus Maria Profitlich (Neues aus der Anstalt, ZDF)
- Ralf Schmitz (Genial daneben – Die Comedy Arena, Sat.1; Schmitzophren – Wer viel zu sagen hat, muss schneller reden, RTL)
- Atze Schröder
- Jürgen von der Lippe (Ich liebe Deutschland, Sat.1)
- Otto Waalkes (Otto live!, RTL)
- Oliver Welke (heute-show, ZDF)
- Kaya Yanar (Kaya Yanar & Paul Panzer – Stars bei der Arbeit, RTL)

### Auszeichnungen für internationale Gäste

#### Beste Musik international
- Caro Emerald

(Laudatio: Joachim „Joko“ Winterscheidt und Klaas Heufer-Umlauf)

#### Beste Schauspielerin international
- Scarlett Johansson

(Laudatio: Til Schweiger)

#### Bester Schauspieler international
- Denzel Washington

(Laudatio: Wladimir Klitschko)

#### Lebenswerk international
- Morgan Freeman

(Laudatio: Armin Mueller-Stahl)

#### Musik Lebenswerk
- Dionne Warwick

(Laudatio: Till Brönner)